# Villa Merlo
Villa Merlo è un'opera architettonica situata in Lombardia, precisamente in provincia di Pavia a Vigevano e ideata negli anni quaranta del Gruppo BBPR.
Questa struttura rappresenta un esempio di architettura modernista italiana e viene adibita a residenza, spazi terziari e servizi.

## Storia
La villa fu progettata nel 1947 con il classico approccio razionalista e funzionalista del Gruppo BBPR, uno degli studi di architettura più rinomati dell'epoca nel panorama dell'architettura nazionale e internazionale, costituito dagli architetti Lodovico Barbiano di Belgiojoso, Enrico Peressutti e Ernesto Nathan Rogers.
Completata poi nel 1949, la villa si trova nel quartiere periferico meridionale di Vigevano, in un lotto caratterizzato da una varietà di edifici residenziali, come villette unifamiliari e palazzine e dalla presenza sparsa di capannoni industriali che circondano la struttura.

## Descrizione
A livello strutturale Villa Merlo presenta una pianta a "Z", composta da due corpi principali, per la precisione volumi prismatici irregolari con copertura a terrazza, disposti obliquamente rispetto alla strada e collegati da un corpo centrale, ovvero un parallelepipedo di altezza superiore con copertura a volta ribassata.
Il prospetto nord dell'edificio è chiuso e attraversato dalla scala lineare, frontalmente infatti la villa si presenta composta da due logge continue, protette da un parapetto metallico semitrasparente e rivestite da pannelli di legno, e da pareti laterali, rivestite invece da intonaco bianco e che costituiscono il collegamento con il vano scala di accesso ai piani.
Gli affacci principali sono verso i prospetti est, sud e ovest, il giardino infatti presenta una pianta a "C" circoscrivendo lateralmente e posteriormente l'edificio.
L'accesso alla scala è marcato da una breve rampa all'aperto con parapetti pieni e pedate.
Villa Merlo è caratterizzata da una geometria complessa, con l'obiettivo di combinare estetica, minimalista, e praticità; come per l'organizzazione degli spazi interni e l'organizzazione delle finestre e delle aperture per massimizzare la luce naturale.